# Minúscula 56
Minúscula 56 (en la numeración Gregory-Aland), ε 517 (Soden) es un manuscrito griego en minúsculas del Nuevo Testamento, en hojas de papel. Es datado paleográficamente en el siglo XV. El manuscrito tiene contenidos complejos y algunas notas marginales.

## Descripción
El códice contiene el texto completo de los cuatro Evangelios en 232 hojas de papel (tamaño de 20.5 cm por 14.5 cm). El texto está escrito en una columna por página, 24 líneas por página.
El texto está dividido de acuerdo con los κεφαλαια (capítulos), cuyos número se dan en el margen (también en latín), con algunos τιτλοι (títulos de capítulos) en la parte superior de las páginas.
Contiene Prolegómenos al Evangelio de Marcos y Lucas, listas de los κεφαλαια (tablas de contenido) antes de cada Evangelio, αναγνωσεις (lecciones), títulos de los Evangelios, suscripciones al final de cada Evangelio, con números de στιχοι (sólo en Juan), y los párrafos enumerados.

## Texto
El texto griego de este códice es representativo del tipo textual bizantino. Hermann von Soden lo clasificó en la familia textual Kx. Aland no le asignó ninguna categoría. Según el Perfil del Método de Claremont, representa a la familia Kr en Lucas 1, Lucas 10 y Lucas 20. Crea un grupo textual con 58. Esto significa que tiene un estricto texto bizantino.
El texto contiene algunas variantes textuales. Según C. R. Gregory, la minúscula es una hermana o hija del códice 54.
En Juan 8:6 tiene la lectura και προσποιουμενος.

## Historia
El manuscrito fue escrito por John Serbopoulos en Inglaterra. En 1502 fue presentado al Lincoln College por Edmund Audley, obispo de Salisbury, donde se encuentra hasta el día de hoy, con el número de estantería Gr. 18, en Oxford.
Walton dio algunas variantes textuales. Fue examinado por Mill (Lincoln 1), Orlando T. Dobbin, y Scrivener. Dobbin comparó sus lecturas con el Codex Montfortianus y el códice 58 en 1922 lugares. Pascoe detectó 34 omisiones en cuatro capítulos. C. R. Gregory lo vio en 1883.

## Lectura adicional
- Orlando T. Dobbin (1854). Collation of the Codex Montfortianus. Londres. pp. 30-31.

- Datos: Q1937633